# St. Josef (Glattfelden)

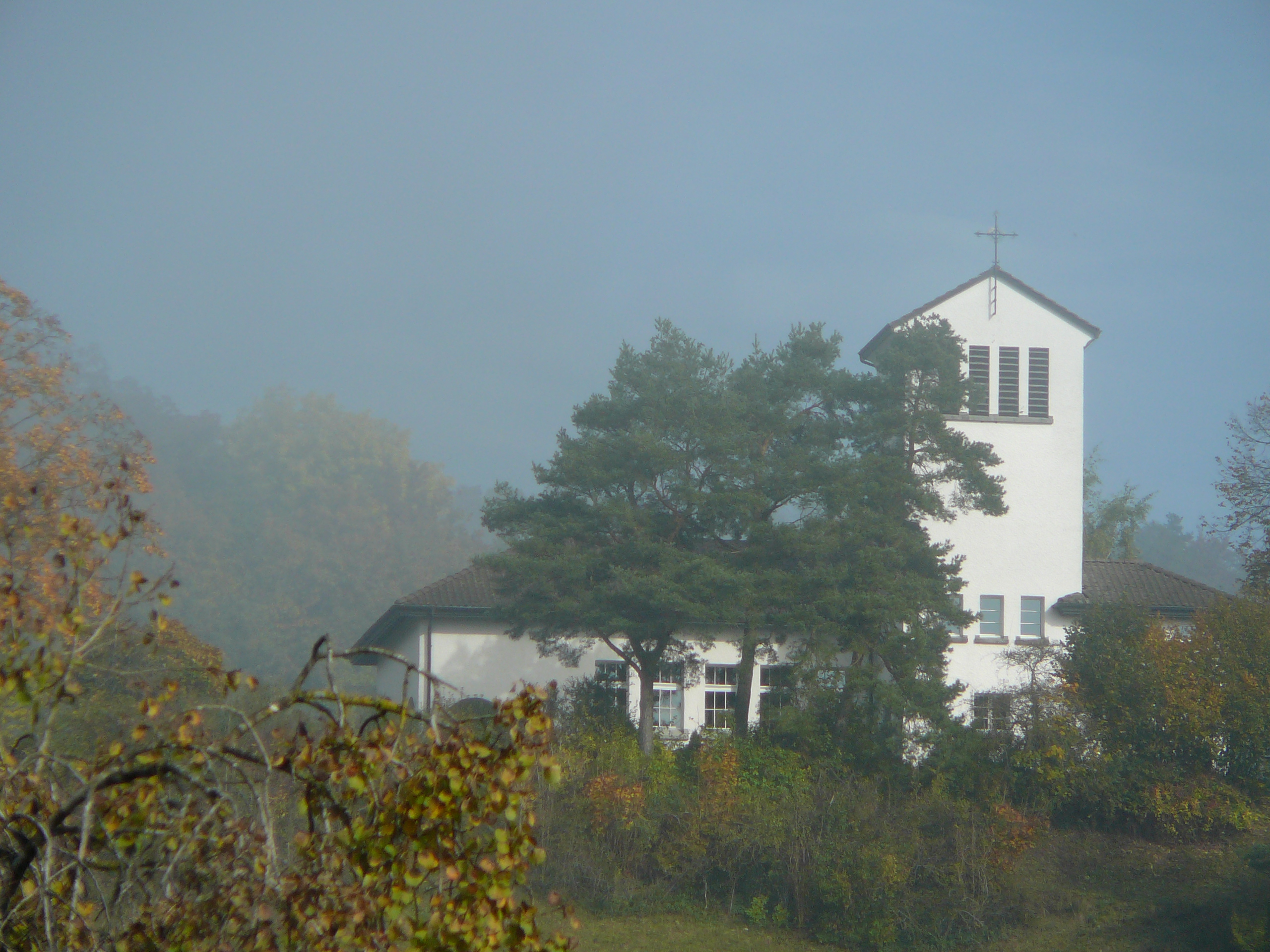
Kirche St. Josef, Ansicht von der Aarütistrasse

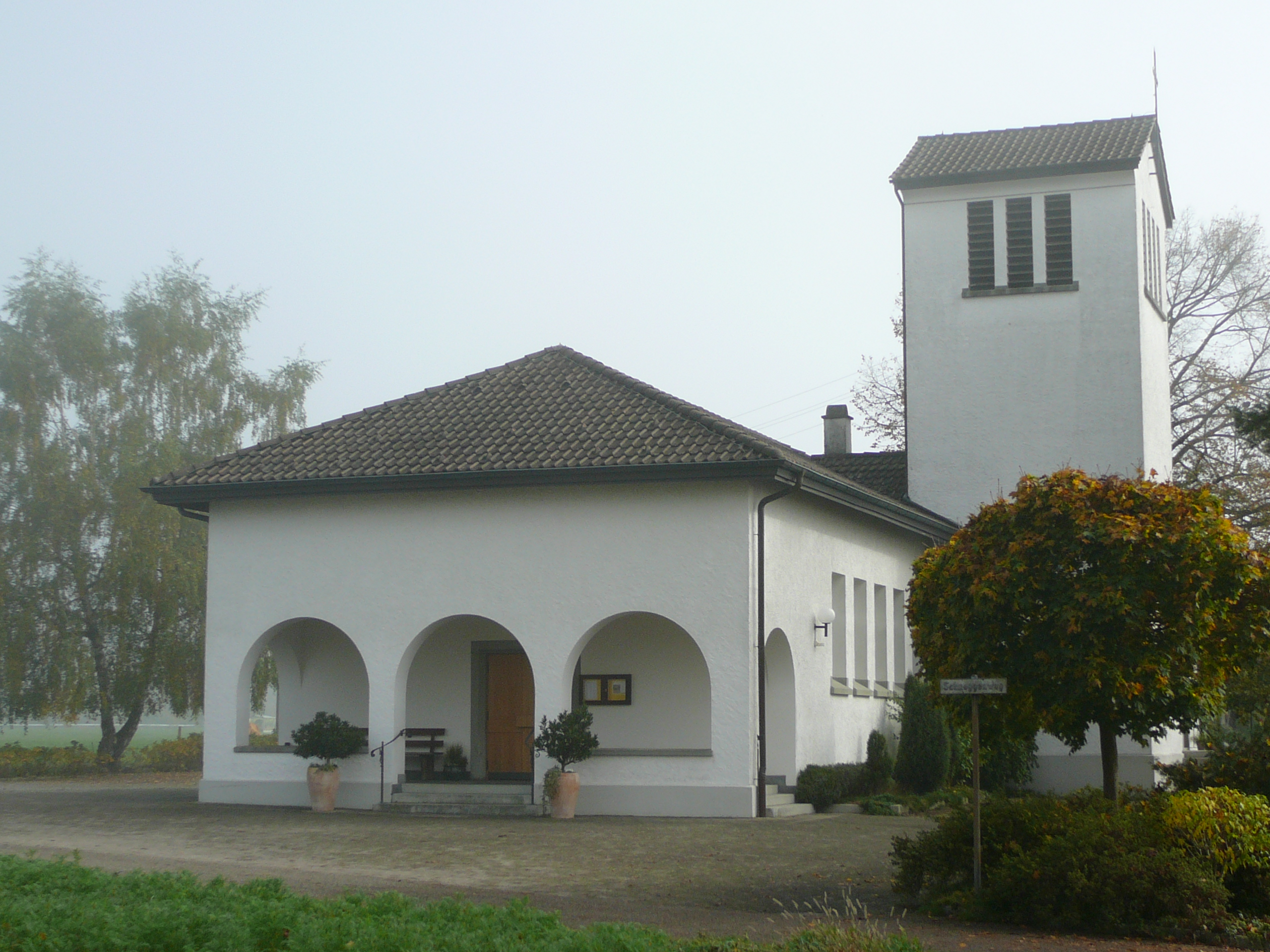
Ansicht von der Wilhelmshöhe

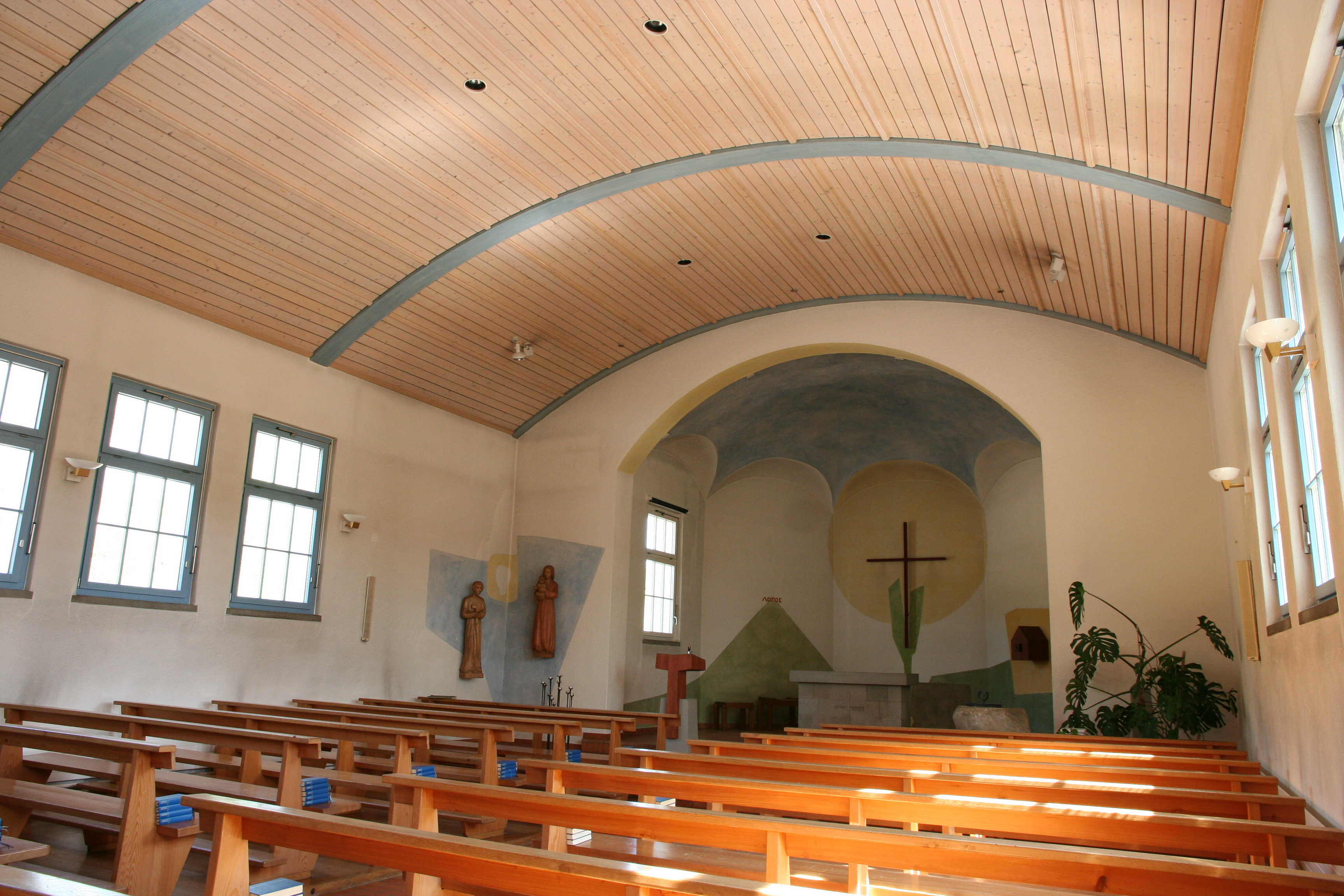
Innenansicht

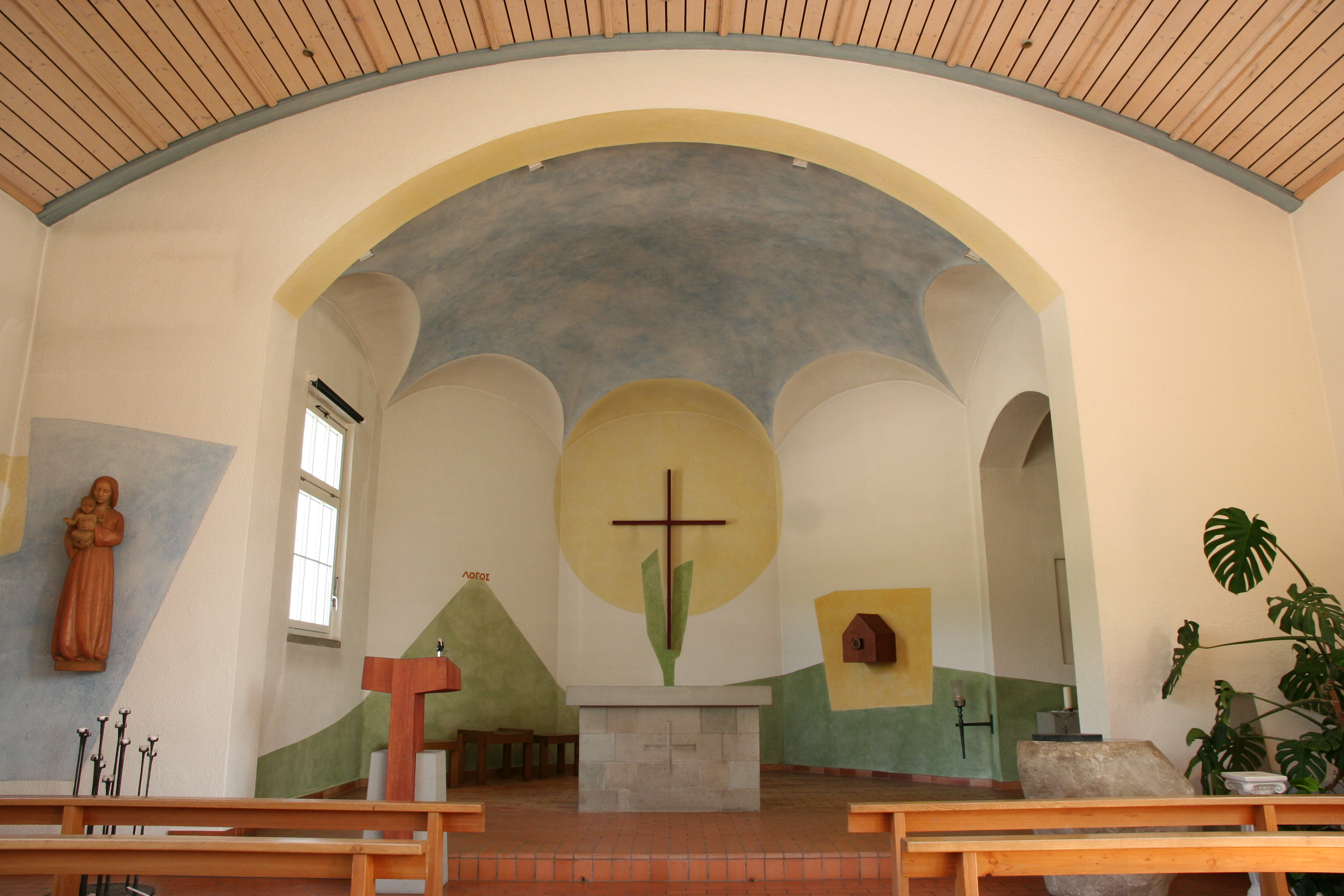
Altarraum von Alois Spichtig

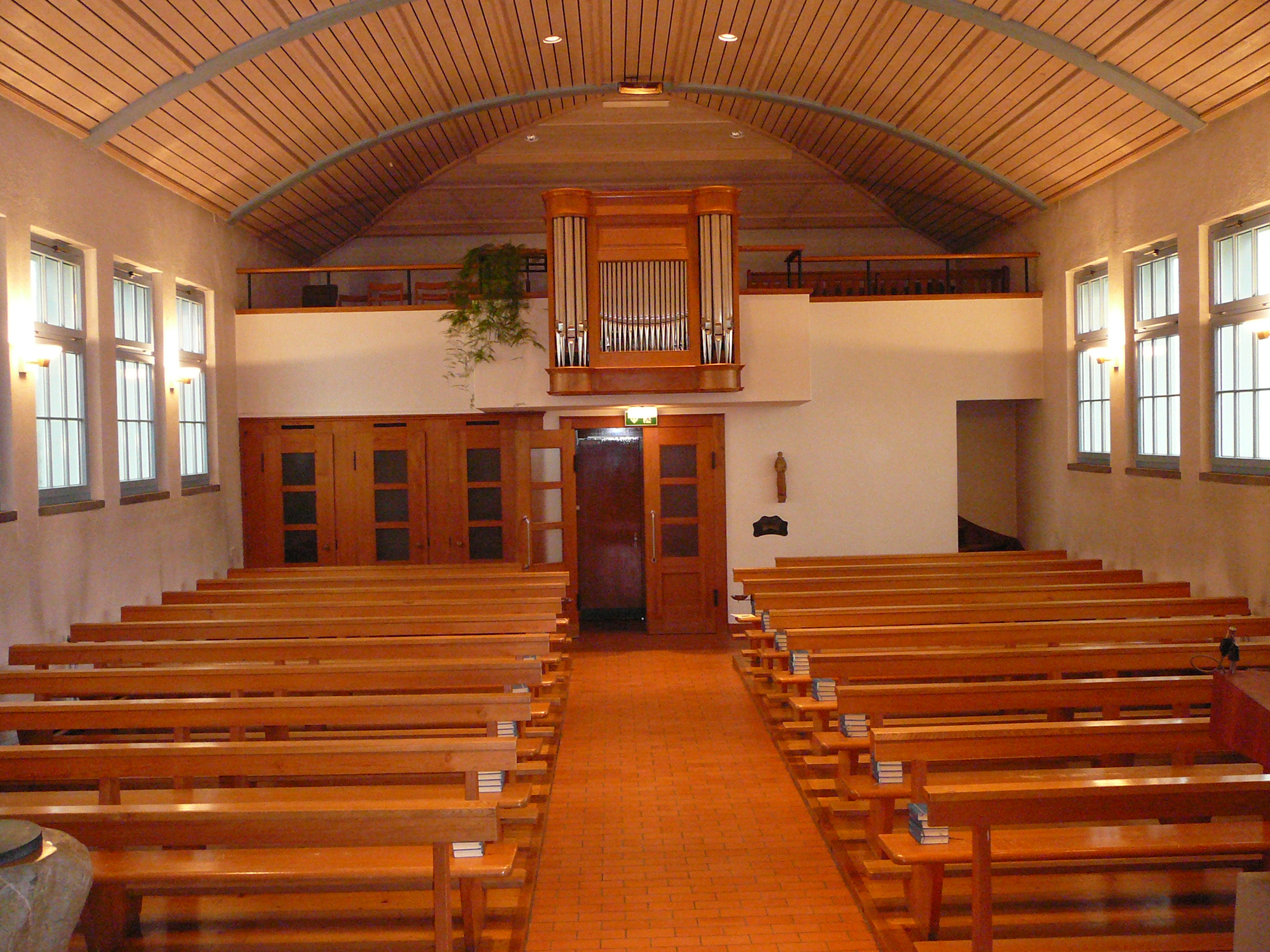
Blick zur Orgelempore

Die Kirche St. Josef ist die römisch-katholische Pfarrkirche in Glattfelden im Zürcher Unterland. Zur Pfarrei gehören zwei weitere Kirchen: die Kirche St. Judas Thaddäus in Eglisau und die Auferstehungskirche St. Maria Magdalena in Rafz. Die Anfangsbuchstaben der Ortschaften mit den drei katholischen Kirchen ergeben die Abkürzung der Pfarrei Glattfelden – Eglisau – Rafz, wie sie auch im Internet verwendet wird: Glegra. Die dazugehörige Kirchgemeinde ist zuständig für die Orte Buchberg, Eglisau, Glattfelden, Hüntwangen, Rafz, Rüdlingen, Stadel, Wasterkingen und Wil.
Die Pfarrei ist mit ihren 4'227 Mitgliedern (Stand 2021) eine der mittelgrossen katholischen Kirchgemeinden des Kantons Zürich.

## Geschichte

### Pfarreigeschichte
Im Kreuzzugssteuerrodel von 1275 wurde erstmals eine Kirche in Glattfelden erwähnt, allerdings ohne einen Kirchenpatron zu nennen. Die Kirche gehörte damals zum Archidiakonat Klettgau. Im Jahr 1421 wurde Glattfelden zu einer selbständigen Pfarrei erhoben. Nach der Reformation in Zürich im Jahr 1523 war die Ausübung des katholischen Kults für beinahe 300 Jahre in der Region Zürich verboten. In der Folge wurde die Kirche von Glattfelden zur reformierten Kirche.
Das Toleranzedikt des Zürcher Regierungsrats vom 10. September 1807 erlaubte erstmals wieder eine katholische Gemeinde in Zürich. Das sog. Erste zürcherische Kirchengesetz im Jahr 1863 anerkannte schliesslich die katholischen Kirchgemeinden neben Zürich auch in Winterthur, Dietikon und Rheinau (die letzten beiden waren traditionell katholisch geprägte Orte). Auf Grundlage des Vereinsrechts konnten daraufhin im ganzen Kanton katholische Niederlassungen gegründet werden. Mit Hilfe von Fördervereinigungen wie dem Piusverein (gegründet 1857) und der Katholischen Gesellschaft für inländische Mission (gegründet 1863) entstanden in den 1860er Jahren in kurzer Folge weitere Seelsorgestationen und spätere Pfarreien im Kanton Zürich.
Mit Inkrafttreten der Bundesverfassung im Jahr 1848 wurde die sogenannte Niederlassungsfreiheit eingeführt. In Folge der Industrialisierung zogen Katholiken aus der Ost- und Zentralschweiz, aber auch aus dem benachbarten katholischen Ausland in der zweiten Hälfte des 19. Jahrhunderts ins Zürcher Unterland. Durch den Bau der Eisenbahnstrecken erhielt Bülach eine regionale Zentrumsfunktion, weshalb dort im Jahr 1882 die erste katholische Seelsorgestation im Zürcher Unterland errichtet wurde. Aus der Pfarrei Bülach gingen im 20. Jahrhundert vier Tochterpfarreien hervor, von denen die Pfarrei Glegra die jüngste ist. Mit dem Bau des Kraftwerks Rheinsfelden und der neuen Strassenbrücke über den Rhein in Eglisau in den Jahren 1915–1920 stieg der Anteil der katholischen Wohnbevölkerung auch im nördlichsten Teil des Zürcher Unterlands weiter an. Die Pfarrei Glegra entwickelte sich zunächst in den Gemeinden Glattfelden und Eglisau. So fanden für die Katholiken nördlich von Bülach ab 1931 im Schulhaus Aarüti in Glattfelden Gottesdienste statt. In Eglisau wurde die erste hl. Messe seit der Reformation am Palmsonntag 1942 in einem Magazin gefeiert. Im Jahr 1949 wurde in Eglisau die Kirche Judas Thaddäus erbaut, im Jahr 1950 die Kirche St. Josef in Glattfelden. 1962 ernannte der Bischof von Chur, Johannes Vonderach, das Gebiet zu einem Pfarr-Rektorat und am 22. Dezember 1967 zu einer eigenständigen Pfarrei. Am 24. November 1994 weihte der Weihbischof Peter Henrici schliesslich die dritte Kirche der Pfarrei Glegra in Rafz ein.

### Entstehungs- und Baugeschichte
Die beengten Verhältnisse bei den katholischen Gottesdiensten, die in Glattfelden ab dem Jahr 1931 im Schulhaus Aarüti stattfanden, motivierten die Gottesdienstbesucher, einen Kirchenbaufonds zu begründen. Ende 1942 wurde der Baugrund für den Bau der heutigen Kirche oberhalb des Dorfes angekauft. Der Architekt Joseph Steiner, der für die Pfarrei Bülach bereits die Kirchen St. Petrus in Embrach und die Kirche St. Christophorus in Niederhasli erbaut hatte, errichtete in den Jahren 1950–1951 die Kirche St. Josef in Glattfelden. Am 23. September 1950 erfolgte der erste Spatenstich, am 22. Oktober die Grundsteinlegung durch den Dekan Mächler aus Winterthur, und am 21. Oktober 1951 fand die Einsegnung der Kirche durch Generalvikar Theobaldi aus Zürich statt. Im Jahr 1955 wurde schliesslich hinter der Kirche das Pfarrhaus errichtet.

## Baubeschreibung

### Kirchturm und Äusseres
Vom Dorf Glattfelden aus gut sichtbar, steht die Kirche St. Josef auf der Wilhelmshöhe an der Berghaldenstrasse oberhalb des Dorfes. Die Kirche ist geostet und besteht aus einem Längsbau mit Walmdach, polygonalem Chor und Vorhalle. An der südlichen Seite der Kirche wurde der Glockenturm mit flachem Satteldach an die Kirche angebaut. Der Turm enthält ein grösseres Zimmer und findet seine Fortsetzung mit der östlich an den Turm angebauten Sakristei.
In den ersten Jahren nach dem Bau der Kirche hingen im Turm noch keine Glocken. Am 14. Oktober 1961 erfolgte bei der Firma Eschmann, Rickenbach, der Guss der Glocken für die St. Josefskirche. Am 21. Oktober 1961, auf den Tag genau zehn Jahre nach der Einsegnung der Kirche, hielten die Glocken Einzug in die Gemeinde und wurden zwei Tage später von der Glattfelder Schuljugend in den Turm aufgezogen. Es handelt sich um ein vierstimmiges Glockengeläut, das auf die Glocken der reformierten Kirche abgestimmt wurde. Die Glockenzier stammt von F. Linder.
| Glocke | Gewicht | Durchmesser | Ton | Widmung       | Inschrift                                                                             |
| ------ | ------- | ----------- | --- | ------------- | ------------------------------------------------------------------------------------- |
| 1      | 1100 kg | 126 cm      | e'  | Dreieinigkeit | Es segne uns Gott der Vater, Gott der Sohn und Gott der Hl. Geist.                    |
| 2      | 625 kg  | 104 cm      | g'  | St. Josef     | Segne du der Arbeit Last, der sie stets so treu umfasst, Arbeit bis zur letzten Rast. |
| 3      | 460 kg  | 094 cm      | a'  | Muttergottes  | hl. Muttergottes, bitt für uns arme Sünder, jetzt und in der Stunde unseres Ablebens. |
| 4      | 325 kg  | 084 cm      | h'  | Bruder Klaus  | Frid ist allweg in Gott, denn Gott ist der Frid.                                      |

### Innenraum und künstlerische Ausstattung

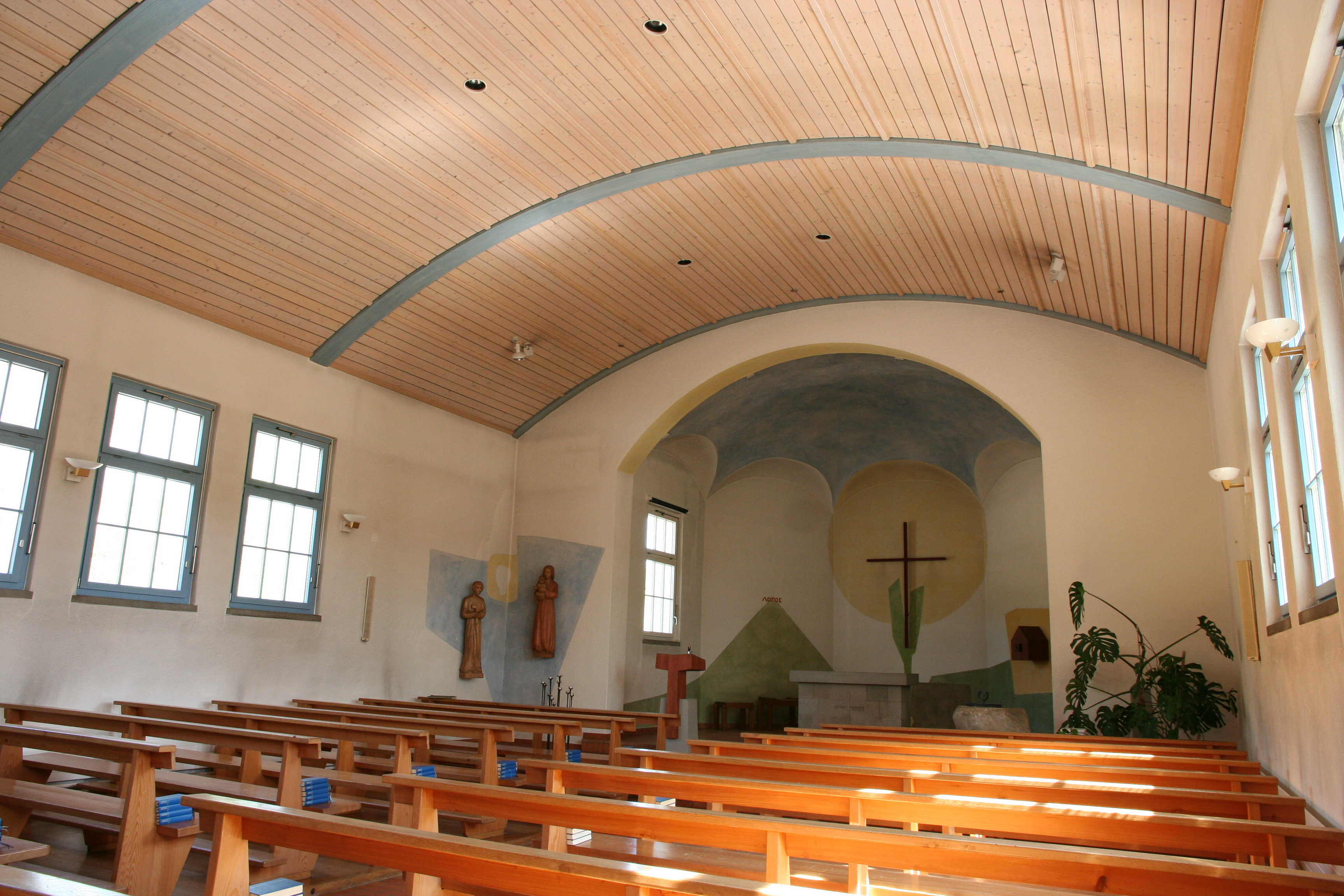
Innenansicht

Im Kirchenschiff befindet sich im hinteren Bereich eine Orgelempore, eine flach gewölbte Decke schliesst den Kirchraum nach oben ab. Ein Triumphbogen bildet den Übergang vom Längsschiff der Kirche zum polygonalen Chor. Tagsüber wird der Kirchenraum von einfachen Rechteck-Sprossenfenstern aus klarem Glas belichtet. Im Jahr 1968 wurde der Altarbereich an die Vorgaben der Liturgiekonstitution des Zweiten Vatikanischen Konzils angepasst.
1993/94 gestaltete der Künstler Alois Spichtig den Chor der Kirche um. Dabei liess er sich von Elementen der Schöpfung inspirieren. Der Steinaltar, der ursprünglich an der Stirnwand des Chores gestanden hatte, befindet sich nun im Zentrum des Chorbereichs. Links vom Altar schuf Alois Spichtig einen Ambo, der auf einem Steinsockel ruht und im oberen Teil aus Holz in Form des griechischen Buchstabens Tau besteht. Gegenüber, im rechten Teil des Chors, befindet sich ein Findling, in den ein Taufbecken eingearbeitet wurde. Ebenfalls auf der rechten Seite des Chores ist an der Wand der Tabernakel angebracht, der die Form eines Hauses aufweist und damit die Funktion des Tabernakels als Heimstatt des geweihten Brotes aufzeigt.
Alois Spichtig schuf auch die Wandbemalung im Chor. Links, hinter dem Ambo als Ort des Wortes, ist symbolisch der Berg Sinai als Ort der Gottesbegegnung dargestellt. Auf der Spitze steht in griechischen Buchstaben ΛΟΓΟΣ (Logos) (das Wort) und schafft so den Bezug zum Wortgottesdienst als erstem Teil jedes katholischen Gottesdienstes. An der Rückwand befindet sich ein schlichtes Kreuz, das Alois Spichtig durch die Gestaltung der Wand in eine Ähre umgedeutet hat. Dies verweist auf die Symbolik der Eucharistie (Weizenkorn, Brot, Leib Christi) als zweiten Teil des katholischen Gottesdienstes. Hinter dem Kreuz befindet sich eine leuchtend gelbe Kreisscheibe, die an der linken Wand in einer gelben Fläche um den Tabernakel herum ihre Entsprechung findet. Die Farbe Gelb versinnbildlicht das Heilige, das Göttliche. Die Decke des Chors wurde von Alois Spichtig blau gestrichen und verweist damit auf den Himmel.
An der linken Seite des Kirchenschiffs hängen über Eck zwei Holzstatuen. Es handelt sich um den Namenspatron der Kirche, den hl. Josef, und um eine Madonna mit Kind. Alois Spichtig hat mit der Bemalung der Wand hinter den beiden Statuen einen Engel angedeutet, der mit seinen blauen Flügeln und dem gelb strahlenden Kopf die Heilige Familie zu umfangen und zu beschützen scheint.

### Orgel

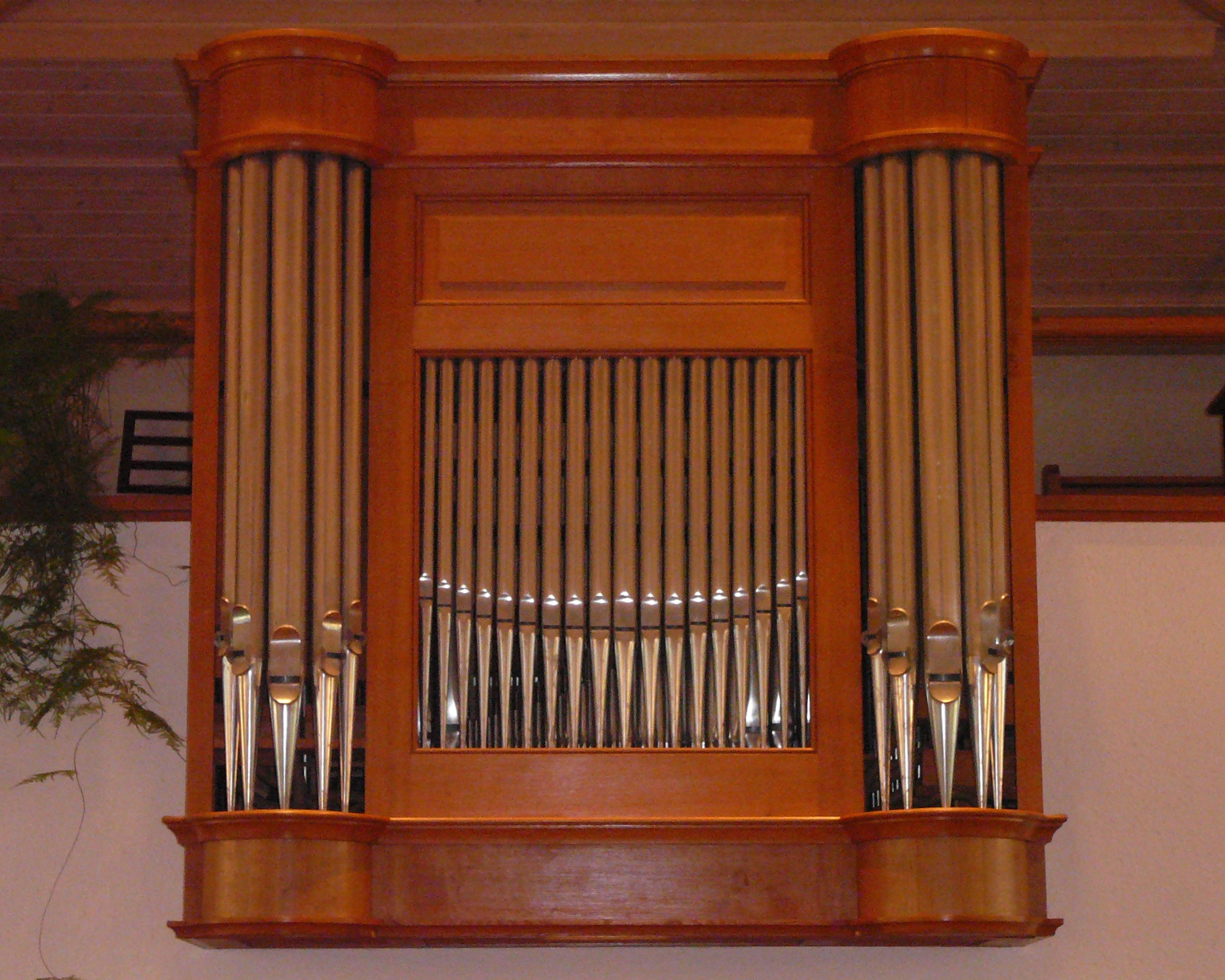
Die Muhleisen-Orgel von 1977

Im Jahr 1977 wurde von der Firma Muhleisen in Strassburg die heutige Orgel der Kirche als Opus 152 erbaut. Die Brüstungsorgel mit mechanischer Traktur verfügt über zehn Register, die sich auf zwei Manuale und Pedal verteilen. Im dreiteiligen Prospekt flankieren zwei Rundtürme ein niedrigeres Pfeifenflachfeld.
| I Manual C– |        |
| Rohrflöte   | 8′     |
| Prinzipal   | 4′     |
| Nasard      | 2 ⁄3′  |
| Terz        | 1 3⁄5′ |
| Mixtur III  |        |

| II Manual C– |       |
| Gedackt      | 8′    |
| Rohrflöte    | 4′    |
| Doublette    | 2′    |
| Larigot      | 1 ⁄3′ |

| Pedal C– |     |
| Subbass  | 16′ |

- Koppeln: II/I, I/P, II/P